# 楊種圻
楊種圻（？—？），字计伯，號鳳阿，山东莱州府掖县人，明末清初官员。

## 生平
万历四十六年（1618年）戊午科山东乡试舉人，十三年（1640年）庚辰科進士，都察院观政，以时事多故，志不愿仕，引疾归，士论韪之。

## 家族
弟杨种㺷，顺治八年恩贡，官考城知县。杨种埰，富顺知县。